# Flak-Brigade Veith
Die Flak-Brigade Veith war ein Kampfverband in Brigadestärke der Luftwaffe im Zweiten Weltkrieg. Die Aufstellung des Brigadestabes erfolgte am 9. Juni 1940 durch Umwandlung des Regimentsstabes des Flak-Regiments 20. Einziger Kommandeur war Oberst Karl Veith, nachdem die Brigade benannt wurde.

## Einsatzgeschichte
Nach der Einrichtung des Brigadestabes übernahm dieser die operative Führung der gesamten Flakkräfte des Luftgaues VII und sollte im Zuge des Westfeldzuges im Rahmen der 7. Armee den Rhein im Raum Rheinau-Breisach überqueren, um sodann gegen die in diesem Abschnitt liegenden Befestigungsanlagen der Maginot-Linie im Erdkampf vorzugehen. Der Gefechtsstand lag dabei in Schlettstadt. Der Einsatz der Flak-Brigade Veith war für den 15. Juni 1940 vorgesehen. Hierfür unterstanden dem Brigadestab am rechten Flügel das Flak-Regiment 25 sowie am linken Flügel das Flak-Regiment 19. Die Absicherung im rückwärtigen Raum übernahmen das Flak-Regiment 18 sowie die Flak-Gruppe Krebs.
Um 10:00 Uhr morgens des 15. Juni 1940 eröffneten die Flak-Batterien am Rheinufer das Feuer auf die französischen Befestigungsanlagen. Die im rückwärtigen Gebiet stationierten Flakkräfte griffen durch indirekten Beschuss in das Geschehen ein. Der Operativplan sah vor, in zehnminütigem Dauerfeuer den Hauptteil der Bunkeranlagen zu zerstören, um so den nachrückenden Heereseinheiten, die mithilfe von Sturmbooten den Rhein überquerten, den weiteren Weg zu ebnen. Am 16. Juni wurde die Hauptkampflinie am Rhein und der Rhone durchstoßen. Die nachströmenden Heeresverbände erreichten bis 17. Juni die Ostausgänge der Vogesen. Als sich der Zusammenbruch der französischen Front abzeichnete, wurde in der Nacht des 19. auf den 20. Juni die Herauslösung der Brigade aus den weiteren Kampfhandlungen beschlossen. Da ein Großteil der Flakkräfte jedoch in den deutschen Angriffsspitzen kämpfte, erreichte sie dieser Befehl erst spät am 20. Juni. Insgesamt vernichteten die Flakbatterien in diesen Wochen 83 Bunker, 153 befestigte Feldstellungen sowie 2 französische Flakbatterien. Ende Juni wurde der Briagdestab ohne unterstellte Verbände verlegt und ging im August 1940 im Brigadestab der 5. Flak-Brigade auf.